# Ed Whitfield
Wayne Edward Whitfield dit Ed Whitfield, né le 25 mai 1943 à Hopkinsville, est un homme politique américain, représentant républicain du Kentucky à la Chambre des représentants des États-Unis de 1995 à 2016.

## Biographie
Ed Whitfield est originaire de Hopkinsville, dans le comté de Christian. Alors qu'il étudie le droit à l'Université du Kentucky, il s'engage dans l'armée de réserve des États-Unis. Au début des années 1970, il est élu à la Chambre des représentants du Kentucky sous l'étiquette démocrate.
En 1994, il rejoint le Parti républicain pour se présenter à la Chambre des représentants des États-Unis. Lors de la « révolution républicaine », il bat le démocrate sortant Tom Barlow (en) avec 2 500 voix d'avance. Jusqu'en 2014, il est réélu tous les deux ans représentant du 1er district du Kentucky.
En septembre 2015, il annonce qu'il ne sera pas candidat à un nouveau mandat en 2016. Il alors fait l'objet d'une enquête pour le traitement spécial accordé à sa femme, lobbyiste de la Humane Society of the United States. Le 6 septembre 2016, avant la fin de son dernier mandat, il démissionne de la Chambre des représentants .